# Tapecomys primus
Tapecomys primus — вид гризунів з родини Хом'якові (Cricetidae).

## Опис
Відносно великий, досягає довжини тіла від 12 до 14 сантиметрів, хвіст трохи довше. Вага становить близько 90 грам. Хутро коричневого кольору зверху, знизу світле. Передні лапи білі, задні лапи коричневі й відносно великі. Вуха відносно великі.

## Проживання
Вид відомий тільки з типового місцезнаходження: південно-східна Болівія, 1500 м, і на 1200 м в Жужуй область, Аргентина. Місце існування — вологі ліси.

## Загрози та охорона
Загрози цьому маловивченому виду не відомі. Не був записаний у охоронних територіях. Необхідні подальші дослідження діапазону поширення, середовища проживання, екології та загроз даному виду.